# Loma Maguey, Oaxaca
Loma Maguey är en ort i Mexiko.   Den ligger i kommunen Huautla de Jiménez och delstaten Oaxaca, i den sydöstra delen av landet, 280 km sydost om huvudstaden Mexico City. Loma Maguey ligger 1 544 meter över havet och antalet invånare är 228.
Terrängen runt Loma Maguey är varierad. Runt Loma Maguey är det ganska glesbefolkat, med 36 invånare per kvadratkilometer. Närmaste större samhälle är Huautla de Jiménez, 1,3 km sydväst om Loma Maguey. I omgivningarna runt Loma Maguey växer i huvudsak städsegrön lövskog.